# 笑う蛙
『笑う蛙』（わらうかえる）は、2002年に公開された日本映画。
元銀行マンが会社の金を横領して指名手配され、逃げた別荘で妻と再会する。
藤田宜永の小説『虜』を原作とした映画。
映画タイトルは大塚の提案である。

## キャスト
- 倉沢逸平 - 長塚京三
- 倉沢涼子 - 大塚寧々
- 相沢紀一郎 - ミッキー・カーチス
- 吉住暁男 - 國村隼
- 稲松健太朗 - きたろう
- 宇崎刑事 - 三田村周三
- 稲松咲子 - 金久美子
- 本吉貴子 - 南果歩
- 稲松早苗 - 雪村いづみ
- 吉住千沙子 - 本仮屋ユイカ

## スタッフ
- 原作：藤田宜永『虜』
- 監督：平山秀幸
- 脚本：成島出

## 受賞歴
- 2003年 
  - 第76回キネマ旬報ベスト・テン
    - 日本映画ベスト・テン第6位

  - 第57回毎日映画コンクール
    - 俳優部門女優主演賞 大塚寧々（『笑う蛙』『うつつ』『歩く、人』）

  - 第24回ヨコハマ映画祭[1]
    - 日本映画ベストテン第7位
    - 監督賞 平山秀幸（『笑う蛙』『OUT』）
    - 主演男優賞 長塚京三
    - 助演女優賞 大塚寧々
    - 撮影賞 柴崎幸三